# John Kent

John Philip Cozens Kent (1928 - 2000) era um numismata britânico. Era o guardião da coleção de moedas e medalhas do Museu Britânico, cargo que ocupou até sua aposentadoria em 1990.